# Jeronimo de Bosch Kemper
Jhr. Jeronimo de Bosch Kemper (Amsterdam, 23 maart 1808 - aldaar, 20 oktober 1876) was een Nederlands rechtsgeleerde, socioloog, econoom, historicus en gematigd conservatief Tweede Kamerlid.

## Familie
De Bosch Kemper was lid van de familie Kemper en zoon van de staatsrechtgeleerde Joan Melchior Kemper (1776-1824) en van moederskant een achterkleinzoon van Jeronimo de Bosch, wiens achternaam hij in 1835 aan de zijne toevoegde.
Hij trouwde in 1835 met Maria Aletta Hulshoff (1810-1844) uit welk huwelijk zes kinderen geboren werden, onder wie Jeltje en Christine de Bosch Kemper. Hij hertrouwde als weduwnaar in 1848 met Johanna Maria Walkart (1814-1892); uit dit tweede huwelijk werden geen kinderen geboren.

## Leven
Hij promoveerde in 1830 te Leiden, diende als vrijwilliger in de Tiendaagse Veldtocht, werd substituut-officier van justitie, in 1841 advocaat-generaal bij het Hof van Noord-Holland en in 1857 hoogleraar te Amsterdam. Hij zette zich vooral in voor het bevorderen van statistisch onderzoek en schreef diverse historische werken. In 1848 was hij lid van de Dubbele Kamer, waarin hij de grondwetsherziening steunde, en in 1868 van de Tweede Kamer. Als Kamerlid voor Hoorn nam hij actief deel aan de parlementaire werkzaamheden. Doordat hij niet werd herkozen, duurde zijn lidmaatschap slechts kort.

## Werk
- Indole Juris criminalis apud Romanus (dissertatie, 1830)
- (als samensteller):  Verhandelingen, redevoeringen en staatkundige geschriften van Joan Melchior Kemper (1835-1836, 3 delen)
- De Staatkundige partijen in Noord-Nederland. Geschetst in een historisch overzigt van deszelfs binnenlandsche staatsgesteldheid (1837)
- Het Wetboek van Strafvordering (1838-1840, 3 delen)
- Geschiedkundig onderzoek naar de armoede in ons vaderland, hare oorzaken en de middelen die tot hare vermindering zouden kunnen worden aangewend Haarlem : Erven Loosjes (1851)[1]
- Inleiding tot de wetenschap der zamenleving (1860)
- Handleiding tot de kennis van de Wetenschap der zamenleving en van het Nederlandsch staatsregt (1860-1863, 1863-1871)
- Een woord ter overweging over eenige onbeschreven politieke beginselen (1863)
- De Staatkundige Geschiedenis van Nederland tot 1830. Amsterdam : Johannes Müller (1868)[2]
- Schetsen uit en voor het volksleven (1872)
- De Geschiedenis van Nederland na 1830 (1873-1882, 5 delen)

- Biografisch Portaal: 01999824
- Digitale Bibliotheek voor de Nederlandse Letteren: bosc035
- Gemeinsame Normdatei: 122566629
- International Standard Name Identifier: 0000 0000 8228 5265
- Library of Congress Control Number: nr2002030355
- Nederlandse Thesaurus van Auteursnamen: 068416229
- Parlement.com: vg09lkyk3fdp
- Système universitaire de documentation: 116538813
- Virtual International Authority File: 50112262
- WorldCat: E39PBJht6DbDc3wWcxTKD9Dwmd